# 3-hidroksimetilcefem karbamoiltransferaza
3-hidroksimetilcefem karbamoiltransferaza (EC 2.1.3.7) je enzim sa sistematskim imenom karbamoil-fosfat:3-hidroksimetilceph-3-em-4-karboksilat karbamoiltransferaza. Ovaj enzim katalizuje sledeću hemijsku reakciju
karbamoil fosfat + 3-hidroksimetilcef-3-em-4-karboksilat {\displaystyle \rightleftharpoons } fosfat + 3-karbamoiloksimetilcefem
Ovaj enzim deluje na širok opseg 3-hidroksimetilcefema (potklase cefalosporinskih antibiotika). On se aktivira putem ATP molekula.

## Literatura
- Nicholas C. Price; Lewis Stevens (1999). Fundamentals of Enzymology: The Cell and Molecular Biology of Catalytic Proteins (Third изд.). USA: Oxford University Press. ISBN 019850229X.
- Eric J. Toone (2006). Advances in Enzymology and Related Areas of Molecular Biology, Protein Evolution (Volume 75 изд.). Wiley-Interscience. ISBN 0471205036.
- Branden C; Tooze J. Introduction to Protein Structure. New York, NY: Garland Publishing. ISBN 0-8153-2305-0.
- Irwin H. Segel. Enzyme Kinetics: Behavior and Analysis of Rapid Equilibrium and Steady-State Enzyme Systems (Book 44 изд.). Wiley Classics Library. ISBN 0471303097.

## Spoljašnje veze
- 3-hydroxymethylcephem+carbamoyltransferase на 